# Матвеев, Виктор Николаевич
Ви́ктор Никола́евич Матве́ев (18 апреля 1895, Сестрорецк, Санкт-Петербургская губерния, Российская империя — 20 марта 1975, Ленинград, СССР) — советский военачальник, генерал-майор артиллерии (04.06.1940).

## Биография
Родился 6 сентября 1897 года в Сестрорецке, ныне Курортного района Санкт-Петербурга. Русский. В 1908 году окончил 3-х классную школу. В 1910 году окончил 2-х классную министерскую школу. В 1912 году окончил ремесленно-техническую школу, после чего работал слесарем на предприятиях в Санкт-Петербурге. Член РКП(б) с 1917 года. В январе-марте 1918 года участвовал в социалистической революции в Финляндии.
С 16 марта 1918 года в РККА, направлен для обучения на Петроградские артиллерийские курсы, после их окончания — командир артиллерийской батареи 5-й стрелковой дивизии. С марта 1919 года по февраль 1920 года — на Восточном фронте, с марта по сентябрь 1920 года — на Западном фронте, в боях был трижды ранен. После войны — на учёбе в Высшей артиллерийской школе. С октября 1923 года, после окончания школы — помощник командира артиллерийского дивизиона, командир дивизиона, помощник командира артиллерийского полка. В 1932 году окончил АКТУС при Военно-технической академии РККА и назначен помощником начальника артиллерии 4-го стрелкового корпуса, затем начальник штаба артиллерийской бригады 4-го сектора ПВО, командир 4-го корпусного артиллерийского полка. С 1937 года — начальник 1-го Ленинградского артиллерийского училища. С 1938 года -начальник артиллерии Среднеазиатского военного округа. С января 1939 года комбриг Матвеев назначен начальником артиллерии Белорусского Особого военного округа.
С началом Великой Отечественной войны генерал-майор артиллерии Матвеев — начальник артиллерии 13-й армии Западного фронта. В оборонительных боях армии за Молодечно, Минск, Могилёв Матвеев часто находился на передовой линии, лично организовывал боевую работу артиллерии армии. За организацию обороны Минска и рубежей на Днепре и Березине, а также за проведение Елецкой наступательной операции, был награждён орденом Красного Знамени.
В декабре 1941 года был назначен начальником артиллерии Калининского фронта участвовал в битве за Москву, Калининской оборонительной и Калининской наступательной операциях. В начале 1942 года назначен начальником артиллерии Брянского фронта участвовал в Болховской операции и в Воронежско-Ворошиловградской оборонительной операции. В августе 1942 года назначен начальником артиллерии 1-й гвардейской армии, затем назначен начальником артиллерии Сталинградского фронта. На этих должностях принимает участие в Сталинградской битве. В ходе контрнаступления под Сталинградом генерал-майор Матвеев умело руководил вверенными ему артиллерийскими частями, в результате чего была прорвана немецкая оборона и создан внешний фронт окружения 6-й немецкой армии. За умелое планирование и успешное применение артиллерии в Сталинградской битве Матвеев был награждён полководческим орденом Кутузова I степени.
31 декабря 1942 на базе расформированного Сталинградского фронта был создан Южный фронт начальником артиллерии которого был назначен Матвеев. В январе — феврале 1943 года войска фронта осуществили Ростовскую операцию, в результате которой продвинулись на 300—500 км, освободили Сальск (22 января 1943), Ростов-на-Дону (14 февраля 1943) и 20 февраля 1943 года вышли к р. Миусс.
С марта 1943 года — начальник 1-го Ленинградского артиллерийского училища. С 18 декабря 1950 года — генерал-майор артиллерии Матвеев в отставке по болезни. Жил в Ленинграде.
Скончался 20 марта 1975 года. Похоронен на Красненьком кладбище в Ленинграде.

## Награды
- орден Ленина (21.02.1945)[5][6]
- три ордена Красного Знамени (27.03.1942[7], 03.11.1944[6][8], 24.06.1948[6][9])
- орден Кутузова I степени (08.02.1943)[10][11]
- орден Красной Звезды (28.10.1967)[12]
  - медали в том числе:
  - «XX лет Рабоче-Крестьянской Красной Армии» (1938)[11]
  - «За оборону Москвы» (1944)[9]
  - «За оборону Сталинграда» (1943)[9]
  - «За оборону Кавказа» (1944)[9]
  - «За победу над Германией в Великой Отечественной войне 1941—1945 гг.» (21.08.1945)[13]